# Карпов Микола Володимирович
Микола Володимирович Карпов (нар. 1940) — український астроном, фахівець з сонячних телескопів, завідувач лабораторії автоматизації та систем управління в Міжнародного центру астрономічних та медико-екологічних досліджень, лауреат Державної премії України (2003).

## Біографія
Народився 24 вересня 1945 року в родині військовослужбовця в місті Ленінград у Російської ФРСР (тепер Санкт-Петербург в Росії). Закінчив середню школу в місті Васильків в Київській області. В 1963-1966 роках навчався в Київському технікумі радіоелектроніки. Проходив виробничу практику в Головній астрономічній обсерваторії, займаючись там під керівництвом спеціалістів модернізацію Електронна обчислювальна машина «Промінь». Після технікуму був розподілений в Головну астрономічну обсерваторію. Без відриву від виробництва поступив у Київський політехнічний інститут, а в 1972 році закінчив його за фахом "електронні обчислювальні машини".
В Головній астрономічній обсерваторії працював в обчислювальній лабораторії, спочатку обслуговуючи ЕОМ «Промінь», з 1969 року ще й "Раздан-2", а згодом ще "МИР-1" і "МИР-2". Спочатку обіймав посаду обчислювача, потім старшого механіка (з 1966), фізика-механіка (з 1968), інженера (з 1963), старшого інженера (з 1971), керівника групи обчислювальної техніки та автоматики (з 1975) і начальника електронної обчислювальної машини (з 1979). В 1984-1985 роках проводив спостереження на сонячному телескопі АЦУ-5 з використанням системи автоматизації. Створена система автоматизації здобула бронзову медаль на Виставці досягнень народного господарства СРСР. З її допомогою він виконав дворічний цикл спостережень обраних ліній рідкісноземельних елементів на Сонці і виконав роботу з аналізу і розрахунку їхніх оптичних властивостей. 1986 року перейшов на посаду наукового співробітника. 1991 року в Головній астрономічній обсерваторії захистив кандидатську дисертацію "Апаратно-програмний комплекс для спектральних спостережень Сонця". 1992 року став виконувачем обовязки начальника дослідного центру та відповідальним в Головній астрономічній обсерваторії за роботи з автоматизації в межах програми НАНУ.
В 1994 році пішов з Головної астрономічної обсерваторії НАН України і продовжив роботу в Міжнародному центрі астрономічних та медико-екологічних досліджень. З 1999 року завідує там лабораторією автоматизації та систем управління. Також був співробітником Терскольного філіалу Інституту астрономії Російської академії наук.

## Відзнаки
- Державна премія України в галузі науки і техніки за цикл робіт «Розробка теоретичних основ та унікальної спостережної бази в Голосієві та на Терсколі для досліджень Сонця та тіл Сонячної системи» (2003, спільно з 9 співавторами)